# فيكرز إف.بي. 5
فيكرز إف.بي. 5 (بالإنجليزية: Vickers F.B.5)‏ هي طائرة مقاتلة أنتجت في بريطانيا. من صناعة فيكرز المحدودة. كانت تستخدم بشكل أساسي من قبل الفيلق الجوي الملكي. كان أول طيران لها في 17 يوليو 1914. دخلت الخدمة في 5 فبراير 1915، انتهت خدمتها في 1916. صنع منها 224 طائرة.

## المستخدمون
- الفيلق الجوي الملكي
- القوات الجوية الفرنسية